# 皇帝尾花介
皇帝尾花介（学名：Cytherura kianomikadoi）为尾花介科尾花介屬下的一个种。